# Lophophorus lhuysii
Il lofoforo cinese, lofoforo di L'Huys o monal della Cina (Lophophorus lhuysii A.Geoffroy Saint-Hilaire, 1866) è un variopinto uccello della famiglia dei fagiani, endemico delle foreste della Cina.

## Descrizione
Come tutte e tre le specie del genere Lophophorus, il maschio ha un piumaggio molto più vistoso e colorato rispetto a quello delle femmine; nel caso del lofoforo di L'Huys il maschio ha il muso di colore verde con gli occhi bordati di azzurro, il collo di color rosso che tende all'arancione sulle spalle, la coda e le ali sono di un color azzurro-verdognolo, il dorso è verde e bianco, il becco è nero, mentre le zampe son grigie; la femmina alterna tonalità di marroncino al color crema, il tutto picchiettato di nero

## Biologia
Il lofoforo di L'Huys normalmente forma coppie monogame, la femmina depone fra aprile e maggio dalle tre alle cinque uova,di color crema screziate di rosso, che cova per circa 28/29 giorni.

## Distribuzione e habitat
Lophophorus lhuysii è diffuso nel sud-ovest della Cina; il suo areale si estende dalle aree montane del Sichuan occidentale e dalle adiacenti aree del Tibet, sino al sud-est del Qinghai, al Gansu meridionale e al north-ovest dello Yunnan.
Popola le macchie subalpine di Rhododendron e talora le foreste subalpine di conifere, da 2.800 a 4.900 m di altitudine.